# Acanthocercus branchi
Acanthocercus branchi là một loài thằn lằn trong họ Agamidae. Loài này được Wagner, Greenbaum & Bauer mô tả khoa học đầu tiên năm 2012.